# 内野泰輔
内野 泰輔（うちの たいすけ、1992年6月20日 - ）は、フジテレビの元社員、元アナウンサー。

## 経歴
東京都出身。身長184cm。
慶應義塾普通部、慶應義塾高等学校、慶應義塾大学商学部卒業。
中学・高校時代はラグビー部に所属し、中学3年の2007年に「第58回関東中学生ラグビーフットボール大会」で優勝した。
大学時代は体育会水泳部水球部門に所属し、主将を務めた。

大学3年（2013年）と大学4年（2014年）には、「第89回日本学生選手権水泳競技大会水球競技」・「第90回日本学生選手権水泳競技大会水球競技」に出場した。
2015年、フジテレビに入社。同期入社は小澤陽子、新美有加、宮司愛海。
資格は漢字検定2級、日本語検定3級を所持している。
2021年9月29日、一般女性と結婚。
2022年6月24日、翌月（7月）にスポーツ局へ異動の為、アナウンス室を離任する事が決まった。 1つ下の後輩、永尾亜子も広報局に異動の為、同室を離れることとなった。 予定通りの同年6月30日（翌7月1日）で『Live News α』を卒業し、7月1日で異動した。
一部報道によれば、2023年時点で既にフジテレビを退社し、不動産会社に転職したと伝えられる。

## 過去の出演番組
- 情報プレゼンター とくダネ!（プレゼンター、2015年9月28日 - 2018年3月30日）
- プロ野球ニュース（2016年7月12日）
- FNNニュース（2017年1月2日夜、12月30日夜、2018年1月2日昼、2019年1月3日夕方）
- FNNプライムニュース α（2018年4月2日 - 2019年3月28日、月 - 木曜日スポーツキャスター）
- FNN Live News α
  - スポーツキャスター（2019年4月2日 - 2022年6月30日(翌7月1日)）
  - （2020年1月24日・10月30日・2021年10月15日、鈴木唯休暇時の代行）
  - （2021年12月27日、今湊敬樹休暇時のフィールドキャスター※スポーツキャスターと兼務）
- S-PARK（2021年8月29日、ニュースキャスター）
- 地震速報特番スタジオキャスター（2022年3月16日）
  - 三田友梨佳・内田嶺衣奈・今湊敬樹と共同で担当。
- みんなのKEIBA - 実況
- スポーツ中継（競馬・格闘技など）

## 競馬GI実況歴
日本（社名競走 フジテレビ賞）
- スプリングステークス（2022年）

海外
- 香港スプリント（2019年 - 2020年）
- ドバイシーマクラシック（2022年）
- ドバイゴールデンシャヒーン（2022年）